# Hollywood Film Awards 2016
La 20ª edizione degli Hollywood Film Awards si è svolta il 6 novembre 2016 a Los Angeles in California. La cerimonia è stata presentata da James Corden.

## Vincitori

### Premio alla carriera
- Eddie Murphy

### Miglior produttore
- Marc Platt - La La La Land, Billy Lynn - Un giorno da eroe (Billy Lynn’s Long Halftime Walk) e La ragazza del treno (The Girl on the Train)

### Miglior regista
- Mel Gibson - La battaglia di Hacksaw Ridge (Hacksaw Ridge)

### Miglior attore
- Tom Hanks - Sully

### Miglior attrice
- Natalie Portman - Jackie

### Miglior attore non protagonista
- Hugh Grant - Florence (Florence Foster Jenkins)

### Miglior attrice non protagonista
- Nicole Kidman - Lion - La strada verso casa (Lion)

### Miglior ruolo comico
- Robert De Niro - The Comedian

### Miglior attrice rivelazione
- Naomie Harris - Collateral Beauty e Moonlight

### Miglior volto nuovo
- Lily Collins - L'eccezione alla regola (Rules Don't Apply)
- Janelle Monáe - Il diritto di contare (Hidden Figures)

### Miglior cast
- Bryce Dallas Howard, Stacy Keach, Matthew McConaughey e Édgar Ramírez - Gold - La grande truffa (Gold)

### Miglior regista rivelazione
- Tom Ford - Animali notturni (Nocturnal Animals)

### Miglior sceneggiatore
- Kenneth Lonergan - Manchester by the Sea

### Miglior blockbuster
- Il libro della giungla (The Jungle Book), regia di Jon Favreau

### Miglior canzone
- Justin Timberlake - "Can't Stop the Feeling!" per Trolls

### Miglior film d'animazione
- Zootropolis (Zootopia), regia di Byron Howard e Rich Moore

### Miglior documentario
- Leonardo DiCaprio e Fisher Stevens - Punto di non ritorno - Before the Flood (Before the Flood)

### Miglior fotografia
- Linus Sandgren - La La Land

### Miglior compositore
- Mychael Danna - Billy Lynn - Un giorno da eroe (Billy Lynn’s Long Halftime Walk) e Cicogne in missione (Storks)

### Miglior montatore
- John Gilbert - La battaglia di Hacksaw Ridge (Hacksaw Ridge)

### Migliori effetti visivi
- Stephane Ceretti e Richard Bluff - Doctor Strange

### Miglior sonoro
- Christopher Boyes e Frank E. Eulner - Il libro della giungla (The Jungle Book)

### Migliori costumi
- Albert Wolsky - L'eccezione alla regola (Rules Don't Apply)

### Miglior trucco e acconciatura
- Angela Conte, Bec Taylor, Shane Thomas e Noriko Waztanabe - La battaglia di Hacksaw Ridge (Hacksaw Ridge)

### Miglior scenografia
- Wynn Thomas - Il diritto di contare (Hidden Figures)